# Tricomaria usillo
Tricomaria usillo là một loài thực vật có hoa trong họ Malpighiaceae. Loài này được Hook. & Arn. miêu tả khoa học đầu tiên năm 1833.